# Săseni, Călărași
Săseni este un sat din raionul Călărași, reședința comunei omonime. Localitatea se află la distanța de 38 km de orașul Călărași și la 72 km de Chișinău. Satul Săseni a fost menționat documentar în anul 1437.
În preajma satului este amplasată rezervația peisagistică Țigănești.

## Istorie
Prima mențiune documentară a localității se întâlnește în cartea domnească de întăritură de la Ștefan al II-lea voievod, boierului Mihail Pisarul pentru satul Săseni pe râul Cotovița, de la 6 martie 1443, redactat la Neamț.
„Din mila lui Dumnezeu, noi, Ștefan voievod, domn al Țării Moldovei. Facem cunoscut, cu această carte a noastră, tuturor celor care o vor vedea sau o vor auzi citindu-se, ca acest adevărat boier al nostru credincios, pan Mihul pisar, ne-a slujit în toate locurile drept și credincios. De aceea, noi, văzând dreapta și credincioasa lui slujbă către noi, l-am miluit cu deosebita noastră milă și i-am dat, în țara noastră, un sat pe Cotovțea, anume Săseni, unde trăiește Laur, pe care i l-a vândut sluga noastră, pan Ion Boldor, pentru cinci zeci de zloți, ...

De aceea, noi, văzând bunăvoința și înțelegerea lor înaintea noastră și înaintea panilor noștri, precum s-au înțeles, am dat si noi credinciosului nostru pan, Mihul pisar, acest sat mai sus-scris să-i fie lui uric. Și, de asemenea, i-am dat și alt sat, sub Botne, lângă Vâlcan, mai jos de Lucani, anume unde a fost Negru Iuga. Și, de asemenea, i-am dat o prisacă, lângă Săseni, anume prisaca lui Vrabie. Și, de asemenea, oriunde va putea să-și așeze mori pe Cotovțea, el să-si așeze oricâte.

...

Iar pentru mai mare întărire și putere a tuturor celor mai sus-scrise, am poruncit boierului nostru credincios și cinstit, pan Sima logofăt, să scrie atârne pecetea noastră la această carte a noastră. A scris Tador gramatic, la Neamț, în anul 6951 <1443> martie, 6 zile.”
Petru Rareș, domn al Țării Moldovei, întărește la 27 mai 1546 „heleșteul Săsenilor, seliștea unde-i iazul la Cornul Bagului“ în posesia nepoților lui Mile Călugărul.
În anul 1973 într-o livadă din localitate a fost descoperit un tezaur monetar care conținea 272 monede de argint din timpul Hoardei de Aur (1313-1339), ungurești (1458-1490), lituaniene (1492-1506), turcești (1481-1512), precum și 27 monede vechi moldovenești din timpul domniei lui Bogdan III (1504-1517). Dintre aceste monede 89 se găsesc în muzeul localității, iar celelalte în Secția de Arheologie a AȘM.
În 1807 este ridicată din bârne biserica „Acoperământul Maicii Domnului”, reclădită din piatră în 1836. Pe lângă biserică, începând cu anul 1838, funcționează școala parohială dotată cu bibliotecă. Între anii 1963 – 1993 biserica a fost închisă, iar în incinta ei a fost deschis un muzeu.

## Demografie
La recensământul din anul 2004, populația satului constituia 1.758 de oameni, dintre care 48,63% - bărbați și 51,37% - femei. Structura etnică a populației în cadrul satului: 99,15% - moldoveni, 0,34% - ucraineni, 0,22% - ruși, 0,11% - găgăuzi, 0,05% - bulgari, 0,11% - alte etnii.